# Cynthia Lummis
Cynthia Marie Lummis Wiederspahn (Cheyenne, 10 de septiembre de 1954) es una política y abogada estadounidense que sirve como senadora júnior de los Estados Unidos de Wyoming. Es la primera mujer en representar el estado de Wyoming en el Senado. Es miembro del Partido Republicano,  previamente se desempeñó como miembro de la Cámara de Representantes por el distrito congresional at-large de Wyoming de 2009 a 2017. Antes de servir en el Congreso,  fungió como representante estatal (1979–83, 1985–93), senadora estatal (1993–95), y tesorera estatal (1999–2007). No buscó la reelección a la Cámara de Representantes en 2016, y derrotó a la candidata demócrata Merav Ben-David para el Senado de EE. UU. en 2020.